# لارنس اتکینسن
لارنس اتکینسن (به زبان انگلیسی: Lawrence Atkinson) (زادهٔ ۱۷ ژانویه ۱۸۷۳ در منچستر و فوت ۲۱ سپتامبر ۱۹۳۱ در پاریس) نقاش، موسیقی‌دان و شاعر انگلیسی است.
در ۱۸۷۳ در کورلتن واقع در مدلاک نزدیک منچستر متولد شد و در ۱۹۳۱ در پاریس از دنیا رفت. در پاریس و برلین به آموزش آواز پرداخت، و در انگلستان آواز می‌خواند و درس آواز می‌داد. او یک نقاش خودآموخته بود. در ۱۹۱۳ نمایشگاهی در لندن برگزار کرد. در ۱۹۱۴ به کانون هنر شورشی ویندم لویس پیوست و بیانیهٔ نشریهٔ بلاست را با لویس به طور مشترک امضاء کرد. در ۱۹۱۵ در نمایشگاه ورتیسیست، در گالری دوری در لندن، شرکت جست و اشعارش را با عنوان اُرا منتشر کرد. در ۱۹۲۱ نمایشگاه انفرادی در گالری الدار در لندن برپا کرد و جایزهٔ اول مجمسه‌سازی را در نمایشگاه بین‌المللی میلان از آن خود ساخت.